# Lingua mongola
La lingua mongola o mongolo (in mongolo монгол хэл, ᠮᠣᠨᠭᠭᠣᠯ
ᠬᠡᠯᠡ, translitterato mongol khel) è la lingua ufficiale della Mongolia, parlata da una minoranza anche in Cina, Russia e Kirghizistan. 
È una lingua agglutinante che si basa su catene di suffissi attaccati a una radice verbale o nominale. Analogamente alle altre lingue altaiche, presenta l'armonia vocalica oltre ad una complessa struttura sillabica che ammette gruppi/cluster anche di tre consonanti a fine sillaba. 
Mentre esiste un ordine dei costituenti fondamentali SVO, l'ordine nelle frasi nominali è relativamente libero. I ruoli grammaticali sono indicati da un sistema di circa otto casi. 
Nel collegamento delle frasi, i converbi svolgono un ruolo fondamentale.
Nel sistema verbale, ci sono cinque diatesi: attiva, passiva, causativa, reciproca e cooperativa. Esse sono contrassegnate per voce, aspetto, tempo e modalità/evidenza epistemica (e.g., certezza VS dubbio).
Il mongolo è una delle pochissime lingue a non possedere la consonante occlusiva velare sorda (il fonema C di casa, in IPA /k/).

## Distribuzione geografica
Il numero di persone che parlano la lingua mongola in tutti i suoi dialetti è all'incirca 5,7 milioni. La stragrande maggioranza dei parlanti risiede in Mongolia (circa 2 milioni) e nella regione autonoma della Mongolia Interna (circa 3 milioni) nella Repubblica Popolare Cinese. In Mongolia, il dialetto Khalkha, scritto in cirillico (e talvolta in alfabeto latino nelle reti social), è predominante, mentre nella Mongolia Interna a prevalere è il dialetto chakhar, scritto nella tradizionale scrittura mongola.
La grammatica standard è basata sul mongolo khalkha (ovvero la lingua scritta standard formalizzata nelle convenzioni di scrittura e nella grammatica scolastica), le cui regole sono valide anche per il khalkha volgare, e per altri dialetti mongoli, incluso il sopra citato chakhar.
Secondo l'edizione 2009 di Ethnologue il mongolo è parlato anche nella repubblica russa di Buriazia e nella regione di Ysyk-Köl, in Kirghizistan.

### Lingua ufficiale
Il mongolo è lingua ufficiale della Mongolia e della regione autonoma cinese della Mongolia Interna.

### Dialetti e lingue derivate
La maggior parte degli abitanti della Mongolia utilizza il dialetto khalkha (o halh), mentre i mongoli della Cina parlano altri dialetti (chakhar, ojrad, barghu-buriat).
Lo standard ISO 639-3 classifica il mongolo come macro-lingua composta dai seguenti membri:
- lingua mongola halh [khk], parlata in Mongolia[3][2];
- lingua mongola periferica [mvf], parlata in Cina[4].

## Classificazione

Il posto del mongolo moderno sull'albero cronologico delle lingue mongole

La lingua mongola fa parte delle lingue mongoliche. Alcuni classificano altre lingue mongole, come il buriato e l'oirato, come dialetti del mongolo, ma questa classificazione non è in linea con l'attuale standard internazionale.
Secondo la cosiddetta "teoria altaica", il mongolo farebbe parte della famiglia delle lingue altaiche, che include il turco e il tunguso. Tra le lingue più vicine al mongolo vi sono il calmucco (parlato dai calmucchi, abitanti una regione nelle vicinanze del Caspio occidentale), il buriato (parlato in una regione della Siberia orientale), il mogholi (parlato in India, Pakistan ed Afghanistan) e alcune lingue minoritarie di Cina, Tibet, Birmania e Thailandia.

## Sistema di scrittura
I mongoli della Mongolia usano ufficialmente dal 1941 l'alfabeto cirillico, integrato da altre due lettere: la Ү e la Ө. Nel corso del 1941 fu usata una versione dell'alfabeto latino. In precedenza veniva utilizzata la scrittura mongola, che è stata recentemente reinsegnata nelle scuole ma non viene usata nella vita quotidiana (se non per uso decorativo).
I mongoli della Cina usano ancora l'alfabeto mongolo tradizionale, con scrittura verticale. Ci sono, però, ambizioni di sostituirlo con quello latino.